# Truchas
Truchas – gmina w Hiszpanii, w prowincji León, w Kastylii i León, o powierzchni 301,38 km². W 2011 roku gmina liczyła 508 mieszkańców.